# Pokłon pasterzy (obraz Michaela Willmanna)
Pokłon pasterzy – obraz śląskiego malarza barokowego Michaela Willmanna pochodzący z kościoła klasztornego w Lubiążu, obecnie w zbiorach Muzeum Narodowego we Wrocławiu.
Obraz pochodzi z jednego z sześciu niezachowanych do dzisiaj ołtarzy bocznych z obejścia prezbiterium kościoła klasztornego w Lubiążu. Zaprojektował je austriacki rzeźbiarz i architekt Matthias Steinl, który w 1676 roku podjął współpracę z lubiąskim opactwem. Obraz ołtarza Narodzin Chrystusa z północnego ramienia obejścia (drugie przęsło od zachodu) ukazuje scenę adoracji Dzieciątka przez pasterzy, przybyłych do stajenki w ruinach dawnego pałacu Dawida (kolumny na wysokich cokołach). W centralnej części kompozycji usytuowana jest postać Matki Boskiej, która charakterystycznym gestem prezentuje nowo narodzone Dzieciątko. Asystuje jej św. Józef ze złożonymi na piersi rękami. Z lewej strony widać pasterza z nagimi barczystymi plecami trzymającego owcę. Powyżej grupy pasterzy umieścił Willmann miniaturową scenkę przedstawiającą zapewne ucieczkę do Egiptu. W górnej części płótna grupa aniołów adoruje Świętą Rodzinę. Kompozycję charakteryzują: jasna tonacja, mocne kontrasty światłocienia, odważne operowanie czystym kolorem oraz gładka maniera malarska. Obraz umieszczony był w bogatej złoconej snycerskiej ramie z motywami kwiatów, która nie dochowała się do naszych czasów.
Program ikonograficzny nastawy dopełniały figury Trzech Króli umieszczone po obu bokach ołtarza (Kacper i Melchior) i w jego zwieńczeniu (Baltazar w otoczeniu czterech puttów). W tondzie ponad obrazem widniała rzeźbiona gwiazda betlejemska. Centralna grupa Świętej Rodziny oraz rzeźby tworzyły scenę Pokłonu Trzech Króli.
Źródłem inspiracji Willmanna były: miedzioryt Jana Mullera wg Bartholomeusa Sprangera oraz rysunek Jan Krzysztofa Liszki wg miedziorytu Pietra Testy. Przy tworzeniu kompozycji nawiązał Willmann również do stylu włoskich mistrzów dojrzałego baroku. Wykorzystał nieznane graficzne reprodukcje obrazu ołtarzowego Pietra da Cortony w kościele San Salvatore in Lauro w Rzymie oraz płótna Cirra Ferriego z kolekcji Johna Denisa Mahona w Londynie.
Lubiąski obraz stał się pierwowzorem dla innego dzieła Willmanna o tym samym temacie w ołtarzu bocznym w kościele Premonstratensów na Strahovie w Pradze (1683) cechującego się „artyzmem oraz kunsztownym pięknem”. Wyraźnie odróżnia się natomiast od wcześniejszego Pokłonu pasterzy z kaplicy domu zakonnego Sióstr Bożego Miłosierdzia Jezusa we Wrocławiu (1664) oraz późniejszego malowidła freskowego w kościele św. Józefa w Krzeszowie.